# Verkiezingen voor het Europees Parlement 2004 in Polen

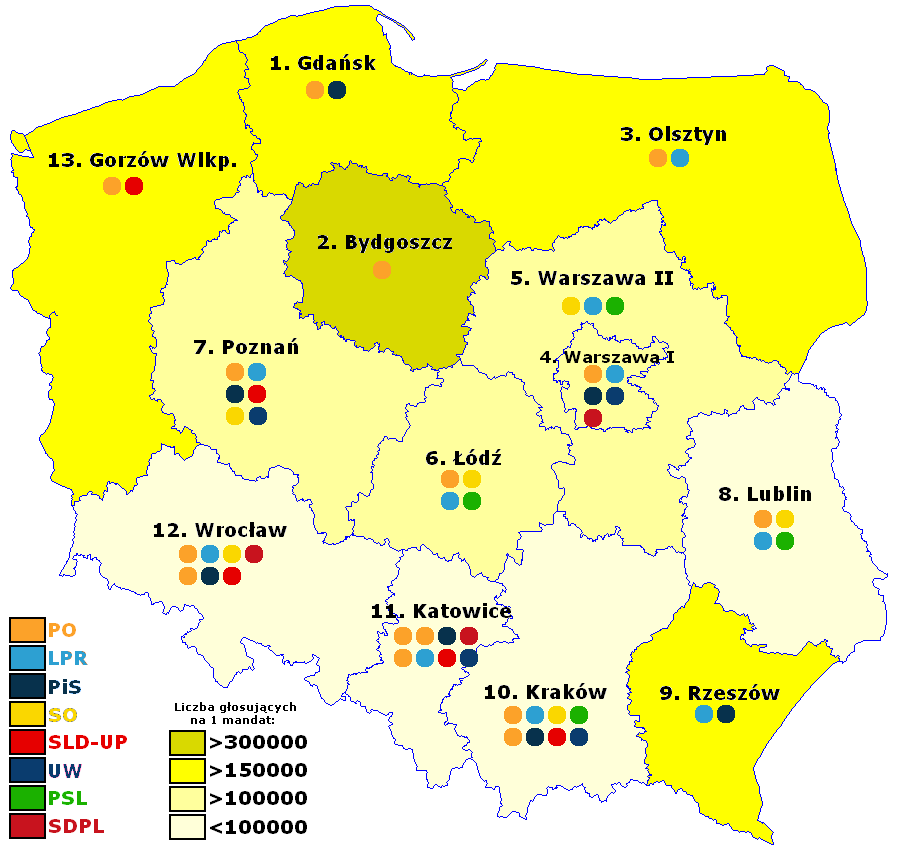
De zetelverdeling per kiesdistrict

De verkiezingen voor het Europees Parlement van 2004 werden in Polen gehouden op 13 juni. Het was de eerste keer dat de Polen, dat op 1 mei van dat jaar tot de Europese Unie was toegetreden, aan Europese verkiezingen deelnam. De opkomst was desondanks laag en bedroeg 20,87%.
Er waren 54 van de in totaal 732 zetels in het Europees Parlement te verdelen. De verkiezingen vonden plaats volgens een systeem van evenredige vertegenwoordiging, toegepast binnen 13 kiesdistricten. Er deden 21 partijen mee, waarvan er 14 in alle kiesdistricten deelnamen.
De verkiezingen resulteerden in een nederlaag voor de regerende linkse alliantie SLD-UP. De grootste partij werd het conservatief-liberale Burgerplatform, gevolgd door drie eurosceptische partijen: de extreemrechtse Liga van Poolse Gezinnen, de conservatief-katholieke partij Recht en Rechtvaardigheid en de populistische boerenpartij Samoobrona. 

## Uitslag
| Partij/kiescomité | Partij/kiescomité | Partij/kiescomité | Stemmen   | %      | Zetels |
| ----------------- | --- | ----------------- | --------- | ------ | ------ |
|                   | Platforma Obywatelska (Burgerplatform) | PO                | 1 467 775 | 24,10  | 15     |
|                   | Liga Polskich Rodzin (Liga van Poolse Gezinnen) | LPR               | 969 689   | 15,92  | 10     |
|                   | Prawo i Sprawiedliwość (Recht en Rechtvaardigheid) | PIS               | 771 858   | 12,67  | 7      |
|                   | Samoobrona Rzeczpospolitej Polskiej (Zelfverdediging van de Republiek Polen)                                                                                 | SRP               | 656 782   | 10,78  | 6      |
|                   | Sojusz Lewicy Demokratycznej - Unia Pracy (Alliantie van Democratisch Links - Unie van de Arbeid)                                                            | SLD-UP            | 569 311   | 9,35   | 5      |
|                   | Unia Wolności (Unie van de Vrijheid) | UW                | 446 549   | 7,33   | 4      |
|                   | Polskie Stronnictwo Ludowe (Poolse Volkspartij) | PSL               | 386 340   | 6,34   | 4      |
|                   | Socjaldemokracja Polska (Sociaaldemocratie van Polen) | SDPL              | 324 707   | 5,33   | 3      |
|                   | Unia Polityki Realnej (Unie voor Reële Politiek) | UPR               | 113 675   | 1,87   | —      |
|                   | Narodowy Komitet Wyborczy Wyborców (Nationaal Kiescomité van Kiezers)                                                                                        | NKWW              | 94 867    | 1,56   | —      |
|                   | Inicjatywa dla Polski (Initiatief voor Polen) | IdP               | 88 565    | 1,45   | —      |
|                   | Krajowa Partia Emerytów i Rencistów - Partia Ludowo-Demokratyczna (Landelijke Partij van Gepensioneerden en Arbeidsongeschikten - Democratische Volkspartij) | KPEiR-PLD         | 48 667    | 0,80   | —      |
|                   | Konfederacja Ruch Obrony Bezrobotnych (Confederatie Beweging ter Verdediging van Werklozen)                                                                  | KROB              | 36 937    | 0,61   | —      |
|                   | Ogólnopolska Koalicja Obywatelska (Landelijke Poolse Burgercoalitie)                                                                                         | OKO               | 35 180    | 0,58   | —      |
|                   | Polska Partia Pracy (Poolse Partij van de Arbeid) | PPP               | 32 807    | 0,54   | —      |
|                   | Antyklerykalna Partia Postępu "Racja" (Antiklerikale Partij van Vooruitgang "Rede")                                                                          | APP RACJA         | 18 068    | 0,30   | —      |
|                   | Zieloni 2004 (De Groenen 2004) | Zieloni           | 16 288    | 0,27   | —      |
|                   | Demokratyczna Partia Lewicy (Democratische Partij van Links)                                                                                                 | DPL               | 5 513     | 0,09   | —      |
|                   | Razem dla Przyszłości (Samen voor de Toekomst) | RdP               | 2 897     | 0,05   | —      |
|                   | Narodowe Odrodzenie Polski (Nationale Wedergeboorte van Polen)                                                                                               | NOP               | 2 546     | 0,04   | —      |
|                   | Polska Partia Narodowa (Poolse Nationale Partij) | PPN               | 2 510     | 0,04   | —      |
| Totaal            | Totaal | Totaal            | 6 091 531 | 100,00 | 54     |

## Zetelverdeling naar Eurofractie
De verspreiding van de Poolse zetels over de Europese fracties kwam niet geheel overeen met de oorspronkelijke zetelverdeling tussen de partijen en is gedurende de vijf jaar daarop bovendien aan grote veranderingen onderhevig geweest vanwege afsplitsingen en nieuw opgerichte partijen:
| Fractie | Fractie                                                   | Fractie       | Aanvang zittingstermijn (2004) | Einde zittingstermijn (2009) |
| ------- | --------------------------------------------------------- | ------------- | ------------------------------ | ---------------------------- |
|         | Unie voor een Europa van Nationale Staten                 | UEN           | 7                              | 20                           |
|         | Fractie van de Europese Volkspartij (Christen-Democraten) | EVP           | 19                             | 15                           |
|         | Partij van de Europese Sociaaldemocraten                  | PES           | 8                              | 9                            |
|         | Alliantie van Liberalen en Democraten voor Europa         | ALDE          | 4                              | 6                            |
|         | Onafhankelijkheid en Democratie Groep                     | IND/DEM       | 10                             | 3                            |
|         | Niet-gebonden                                             | Niet-gebonden | 6                              | 1                            |
|         |                                                           |               | 54                             |                              |

## Verkozen Europarlementariërs
Hieronder volgt een lijst van de 54 verkozen Europarlementariërs. Onder hen zijn vijf voormalige ministers (onder wie oud-premier Jerzy Buzek) en twee voormalige staatssecretarissen (onderministers).
Burgerplatform (PO) (15 zetels)Jerzy Buzek, Zdzisław Chmielewski, Małgorzata Handzlik, Stanisław Jałowiecki, Filip Kaczmarek, Bogdan Klich, Barbara Kudrycka, Janusz Lewandowski, Jan Olbrycht, Paweł Piskorski, Jacek Saryusz-Wolski, Jacek Protasiewicz, Bogusław Sonik, Zbigniew Zaleski, Tadeusz Zwiefka
Liga van Poolse Gezinnen (LPR) (10 zetels)Filip Adwent, Sylwester Chruszcz, Maciej Giertych, Dariusz Grabowski, Urszula Krupa, Mirosław Piotrowski, Bogdan Pęk, Bogusław Rogalski, Witold Tomczak, Wojciech Wierzejski
Recht en Rechtvaardigheid (PiS) (7 zetels)Adam Bielan, Anna Fotyga, Mieczysław Janowski, Michał Kamiński, Marcin Libicki, Wojciech Roszkowski, Konrad Szymanski
Zelfverdediging van de Republiek Polen (SRP) (6 zetels)Marek Czarnecki, Ryszard Czarnecki, Bogdan Golik, Wiesław Kuc, Jan Masiel, Leopold Rutowicz
Alliantie van Democratisch Links-Unie van de Arbeid (SLD-UP) (5 zetels)Adam Gierek, Lidia Geringer d'Oedenberg, Bogusław Liberadzki, Marek Siwiec, Andrzej Szejna
Vrijheidsunie (UW) (4 zetels)Bronisław Geremek, Jan Kulakowski, Janusz Onyszkiewicz, Grazyna Staniszewska
Poolse Volkspartij (PSL) (4 zetels)Zbigniew Kuźmiuk, Zdzisław Podkański, Czesław Siekierski, Janusz Wojciechowski
Sociaaldemocratie van Polen (SDPL) (3 zetels)Genowefa Grabowska, Józef Pinior, Dariusz Rosati